# Abdelfattah Mourou
Abdelfattah Mourou (árabe: عبد الفتاح مورو ) o Abdel Fattah Mourou, (Túnez,1 de junio de 1948) es un abogado y político tunecino cofundador del partido Ennahdha.

## Biografía
Hijo de un comerciante, de una familia de origen morisco , estudió en el Colegio Sadiki . Luego estudió derecho en la Universidad de Túnez y se graduó en 1970 con un título en derecho y otro en ciencias islámicas. Trabajó como juez hasta 1977, cuando se convirtió en abogado.

### Trayectoria política
Pronto se unió a una orden sufí llamada Madaniyya, creada a principios de los XX originalmente llamando al rechazo de la presencia extranjera en Túnez. Comenzó sus actividades islamistas en la década de 1960, predicando en escuelas secundarias y mezquitas .
En 1969, conoció a Rached Ghannouchi en una mezquita en Túnez y acordó con él fundar un movimiento islámico en Túnez. En 1973, cuando intentan organizar una asamblea de cien personas en Susa, Mourou, Hmida Ennaifer y Ghannouchi, son arrestados por la policía. Después de este incidente, se decidió crear una organización clandestina, el Jamâa Al-Islamiya, que se divide en estructuras regionales y nacionales. Está activa principalmente en mezquitas y universidades y publica un periódico, El Maarifa, distribuido gratuitamente en algunos quioscos y librerías cercanas a la organización.
Mourou se convierte en uno de los grandes predicadores de la capital y el líder popular de Jamâa Al-Islamiya . En 1981 se reconvierte en el Movimiento de la tendencia islámica (Ennahdha), del que Mourou es el número dos. Sin embargo, el movimiento es rápidamente el blanco de la represión : Mourou es arrestado y pasa dos años en prisión. Después del ataque a la estación de policía Bab Souika en 1991, fue detenido nuevamente .
Después de esta nueva detención, Mourou adopta un enfoque de conciliación, denuncia la violencia y anuncia la suspensión de su pertenencia al movimiento Ennahdha . A partir de entonces Mourou detiene toda actividad política en Túnez, pero continúa ejerciendo su profesión de abogado.
El 30 de enero de 2011 tras el regreso del exilio de Rached Ghannouchi, Mourou insinúa que volverá a ejercer una actividad política. Tras una llamada del predicador Youssef al-Qaradawi, Ghannouchi anuncia que Mourou se haría cargo de la campaña electoral de su partido en las elecciones de la Asamblea Constituyente de octubre de 2011. Pero Mourou confirma su divorcio político, que luego se presenta como definitivo con el movimiento Ennahdha y se presenta en las elecciones como independiente, en el marco de una alianza centrista, la Alianza Democrática Independiente, compuesta por varias personalidades. partidos independientes y partidos políticos que se unieron a esta alianza.
Al final del congreso de Ennahdha, celebrado del 12 al 16 de julio de 2012 regresa a la oficina ejecutiva como vicepresidente y representante personal del presidente Rached Ghannouchi para asuntos de interés general.
En agosto de 2012, un militante islamista radical lo agredió violentamente y lo hirió levemente en la cabeza.
Es elegido miembro de la Asamblea de Representantes del Pueblo en las elecciones del 26 de octubre de 2014, antes de ser elegido primer vicepresidente.
El 25 de julio de 2019 tras la muerte del presidente Béji Caïd Essebsi, asumió el cargo de jefe de la Asamblea de Representantes del Pueblo cuando Mohamed Ennaceur se convirtió en presidente interino de la República, cargo que ocupó hasta el 13 de noviembre de 2019. El 6 de agosto es deisgnado por el Consejo de la Shura de su partido como candidato del partido en las elecciones presidenciales del 15 de septiembre.

### Vida personal
Es padre de cuatro niños y una niña. En su vida cotidiana viste habitualmente chilaba que adoptó a la edad de 18 años.